# Rozłam radziecko-chiński

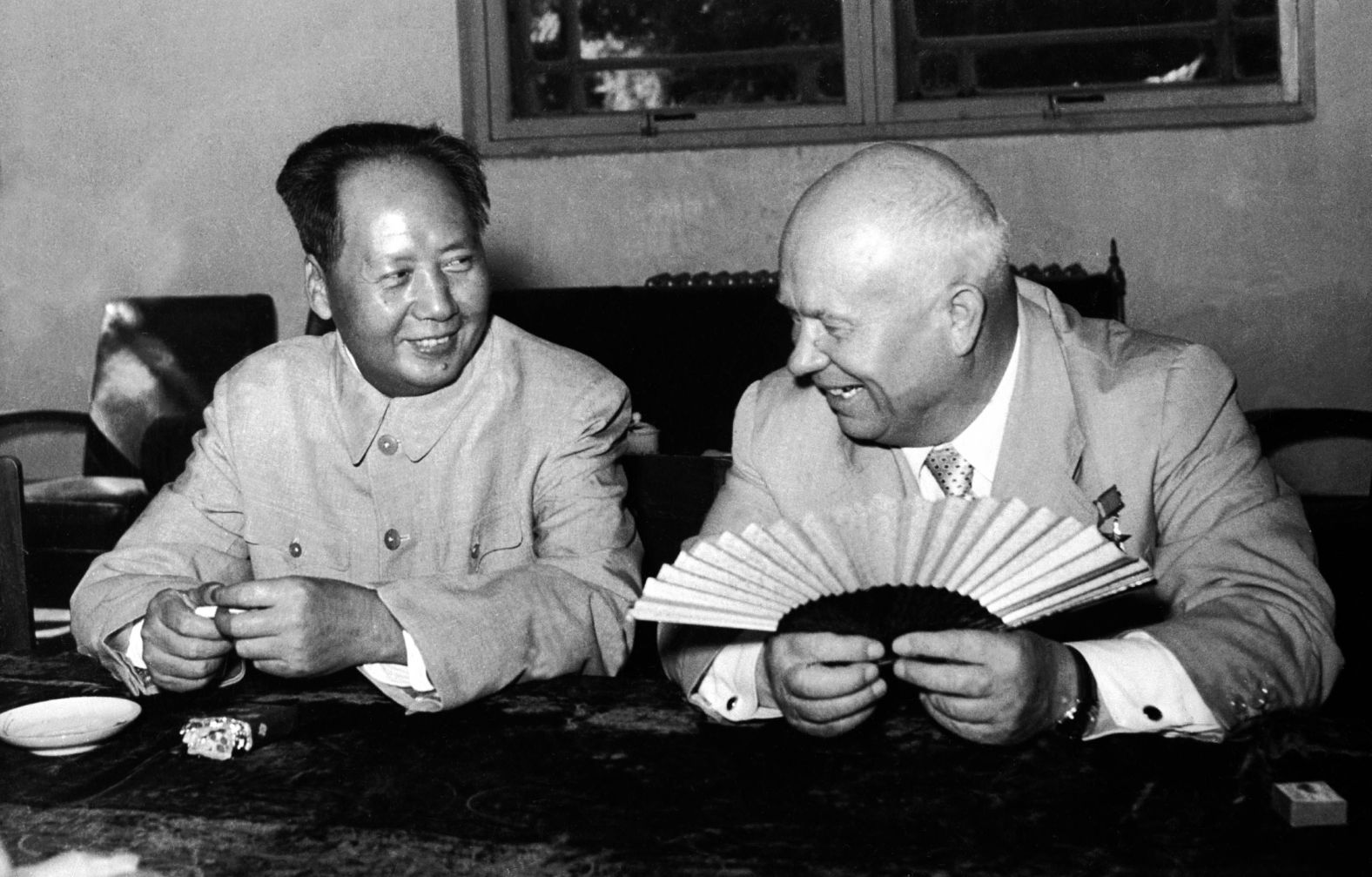
Mao Zedong i Nikita Chruszczow, 1958

Rozłam radziecko-chiński (chiń. 中蘇交惡) – konflikt dyplomatyczny, do którego doszło w 1960 roku między dwoma państwami bloku wschodniego – Chińską Republiką Ludową a Związkiem Socjalistycznych Republik Radzieckich. Był to jeden z konfliktów zimnej wojny. Stronami w tym konflikcie były dwa największe państwa bloku wschodniego.

## Geneza
W XIX wieku Imperium Rosyjskie odebrało Chinom 1,5 mln km² nadgranicznej ziemi. Obecnie tereny te stanowią Kraj Nadmorski, część Kraju Chabarowskiego, Żydowski Obwód Autonomiczny, oraz Obwód amurski a także wschodnią część współczesnego Kazachstanu.
Pierwszym impulsem, który doprowadził do wyodrębnienia się maoizmu z proradzieckiego komunizmu, były wydarzenia z 1927 roku. Wówczas prawe skrzydło Kuomintangu – z Czang Kaj-szekiem na czele – zerwało przymierze z Komunistyczną Partią Chin i wymordowało przywództwo tejże partii. Wydarzenia te zdaniem maoistów wykazały błędny kurs strategii frontu narodowego postulowanego przez Międzynarodówkę Komunistyczną. Stąd też komuniści chińscy wycofali się na prowincję i rozpoczęli długoletnie walki partyzanckie. Od początku istnienia ruch maoistowski cechował się więc militaryzmem i dążeniem do osiągnięcia monopolu władzy.
Początki konfliktu zarysowały się w okresie przywództwa Józefa Stalina, wobec którego Mao był bardziej przychylny. W połowie lat 20. przeszkolenie na Uniwersytecie im. Sun Jat-sena w Moskwie przeszło 28 bolszewików – działaczy komunistycznych, którzy następnie trafili do Chin. Cieszyli się oni poparciem ze strony Józefa Stalina i w styczniu 1931 roku przejęli kontrolę nad KPCh. Cztery lata później Stalin utracił wpływy w KPCh z powodu zwycięstwa w partii zwolenników Mao.
Na VI Plenum KP Chin w 1938 roku Mao Zedong przedstawił propozycję „schińszczenia marksizmu” i dodania do niego „specyficznych cech chińskich”. Według jego koncepcji marksizm powinien zostać wzbogacony o elementy narodowe.

### Początki ChRL
W 1949 powstała Chińska Republika Ludowa, która była ogromnym, ale bardzo słabym i biednym państwem. ZSRR był w znacznie lepszej sytuacji gospodarczej i militarnej, posiadał lepiej rozwinięty przemysł. Ponadto ZSRR znajdował się w znacznie lepszym położeniu pod względem wpływów na świecie. W 1949 miały miejsce pierwsze próby pozyskania radzieckich technologii przez Chiny, gdy obydwa państwa były jeszcze sojusznikami. Ambicją Mao Zedonga było uczynienie z Chin światowego mocarstwa. Miał nadzieję, że nastąpi to z pomocą ZSRR.
W 1950 roku został podpisany traktat o przyjaźni między oboma krajami, jednak jego warunki były niekorzystne dla Chin, co wzbudziło nieufność. Niemal wszystkie gwarantowane traktatem radzieckie pożyczki miały być przeznaczone na zakup uzbrojenia z ZSRR. Dodatkowo traktat zapewniał ZSRR wyłączność w dostępie do rynków w Mandżurii i Sinciangu. Mao stwierdził, że Chiny nie są traktowane na równi z ZSRR, jednak już od powstania ChRL Józef Stalin nie krył, że traktuje Chiny jako słabszego partnera. Mao potrzebował pomocy ZSRR, jednak nie godził się na takie lekceważące traktowanie.
Bardzo szybko, już w 1950 roku, Przewodniczący Mao otrzymał szansę na uzyskanie przewagi nad Stalinem. Gdy wybuchła wojna koreańska, w której stroną była popierana przez ZSRR Korea Północna, Stalin nie chcąc angażować się otwarcie w konflikt, zażądał interwencji Chin. Mao zdecydował, że rozegra sytuację na korzyść Chin. Domagał się, by Stalin zapewnił pomoc wojskową, a także wsparcie lotnicze. Miał nadzieję, że podczas działań obaj partnerzy będą równi. Cztery miesiące później Stalin zgodził się na wysłanie do Chin sprzętu wojskowego, nalegał jednak by to Chiny odegrały główną rolę w walkach. Stalin nie wiedział, czy można zaufać Chinom, dlatego nalegał, aby to Chiny pierwsze zainterweniowały, a ZSRR przyłączył się do wojny po dwóch i pół miesiącach walk. Mao niechętnie zgodził się i wysłał do Korei 250 tysięcy żołnierzy. Stalin jedynie rozmieścił lotnictwo na północnym wschodzie Chin, aby zapewnić osłonę wybrzeży, i zdecydował o niewysyłaniu samolotów do Korei. Armia Mao musiała stawić czoło samotnie siłom Organizacji Narodów Zjednoczonych. Mao Zedong oraz chińscy przywódcy byli sfrustrowani i rozczarowani zdradą. Mao wzywał Stalina do wzmocnienia chińskiego potencjału militarnego. Stalin zgodził się na przysłanie amunicji, ale zwlekał z przekazaniem technologii przemysłu zbrojeniowego. Te wydarzenia przekonały szybko Mao, że Chiny muszą być samowystarczalne. Jeszcze w 1953 roku Mao ogłosił plan pięcioletni, by rozwinąć potencjał ekonomiczny i wzmocnić pozycję Chin.

### Sytuacja po śmierci Stalina
Dyktator Józef Stalin zmarł w 1953, a w 1956 roku został skrytykowany przez nowego radzieckiego przywódcę, Nikitę Chruszczowa (zob. destalinizacja w ZSRR). Zaniepokoiło to przywódcę ChRL, Mao Zedonga, który bał się, że podobna krytyka może spotkać jego, co podminowało stosunki między partiami komunistycznymi obu państw. Na te osobiste uprzedzenia nałożył się spór o prymat w światowym ruchu komunistycznym. Podczas swojej wizyty w Moskwie w 1957 roku Mao wywołał konsternację gospodarzy, snując wizję wojny atomowej z Zachodem.
Ponadto Mao stanął przed zadaniem industrializacji zacofanego kraju, co w przypadku ubogiego państwa, jakim były Chiny, zmusiło go do przyjęcia zasady „opierania się na własnych siłach”, a to oznaczało typową dla stalinizmu (odrzuconego w ZSRR) akumulację kapitału kosztem potrzeb ludności. Model ten doprowadził do konfliktu z wyżej rozwiniętym północnym sąsiadem.
Istotną przyczyną rozłamu były też mocarstwowe ambicje Chin.

## Rozłam

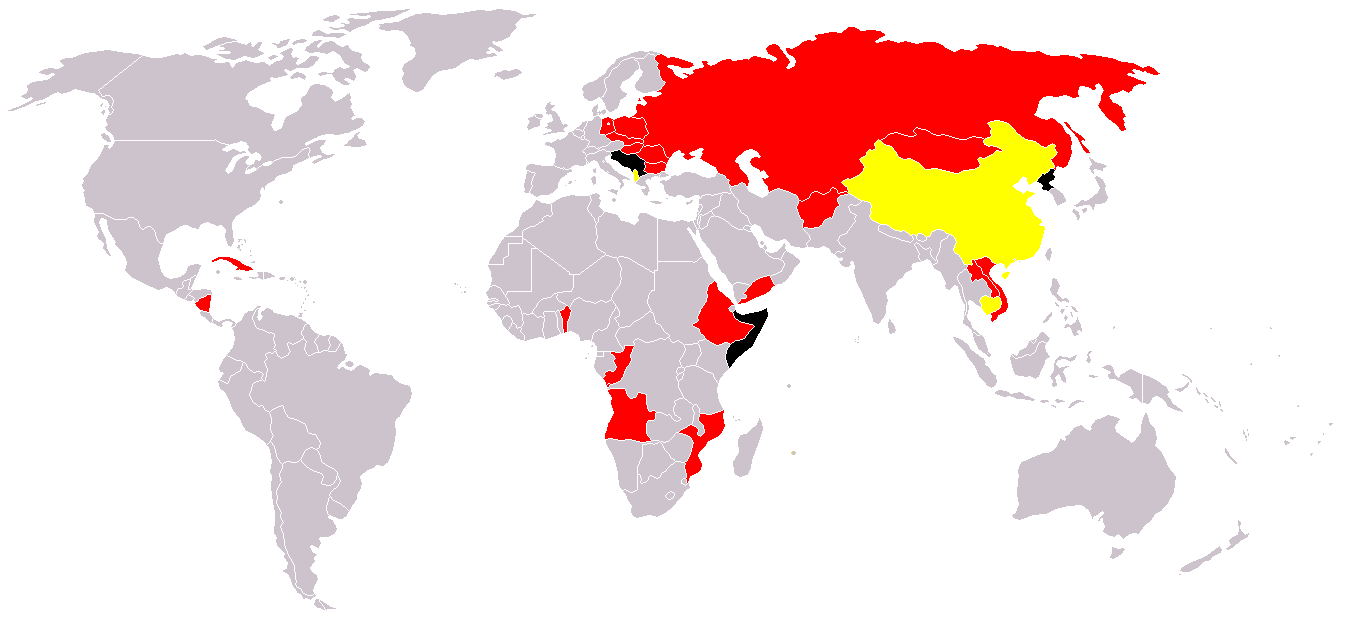
Państwa komunistyczne, które opowiedziały się za ZSRR – oznaczone na czerwono; za ChRL – oznaczone na żółto. Korea Północna, Somalia i Jugosławia, oznaczone tu na czarno, nie opowiedziały się po żadnej ze stron

Od 1958 roku ChRL i ZSRR nie szczędziły sobie krytyki. Sowieci oskarżali Chińczyków o nacjonalizm, a Chińczycy Sowietów – o rewizjonizm. Mao krytykował m.in. wznowienie przez ZSRR stosunków dyplomatycznych z Jugosławią, rozwiązanie Kominformu i radziecką doktrynę pokojowego współistnienia. Podczas swoich dwóch wizyt w Pekinie, w 1958 i 1959 roku, Chruszczow potępił realizowany w Chinach wielki skok. Przywódca ZSRR miał również Mao za złe, że samowolnie sprowokował w 1958 roku zbrojny konflikt w Cieśninie Tajwańskiej, bez uprzedniego poinformowania Moskwy. Mao miał z kolei żal do Chruszczowa, że nie udzielił wówczas Chinom poparcia. W atmosferze narastającego konfliktu ZSRR zerwał w 1959 roku porozumienie o dostawie do Chin technologii wojskowych i broni atomowej, Chińczycy natomiast odmówili zgody na budowę na swoim terytorium radzieckiej rozgłośni radiowej i plany utworzenia wspólnej marynarki wojennej.
Rozłam został ostatecznie przypieczętowany latem 1960 roku, gdy z Chin wycofani zostali wszyscy eksperci radzieccy. Na Naradzie Partii Komunistycznych i Robotniczych Świata w Moskwie w 1960 r. delegacja Chin potępiła sowiecką politykę „pokojowego współistnienia”. Jeszcze w tym samym roku Chińczycy opublikowali zbiór Niech żyje leninizm, który rozkolportowany został też poza granicami Chin. Ukazanie się pracy uważane jest za początek chińskich prób zdobycia hegemonii w ruchu komunistycznym. Od 1960 maoiści rozpoczęli swoją ofensywę, próbując wykorzystywać do tego przeróżne okazje, a przede wszystkim agitując na rzecz maoizmu na forum organizacji takich jak Światowa Federacja Związków Zawodowych, Światowa Federacja Młodzieży Demokratycznej czy Światowa Federacja Kobiet. Do pierwszej konfrontacji maoistów z pozostałymi przedstawicielami ruchów komunistycznych doszło w listopadzie 1960 roku na naradzie 81 partii robotniczych i komunistycznych. Chińczycy zakwestionowali tezy o możliwości pokojowej budowy socjalizmu i strategię innych partii. Delegacja z KPCh podpisała dokument konferencji, jednak był to jedynie manewr taktyczny maoistów.
W 1961 roku Zhou Enlai na XXII Zjeździe Komunistycznej Partii Związku Radzieckiego skrytykował KPZR i przeciwstawił hasła maoistowskie hasłom radzieckim. Podobną taktykę przyjęły delegacje chińskie na innych zjazdach partii komunistycznych.
W 1962 roku w Renmin Ribao ukazał się artykuł, który przedstawił ruch robotniczy jako dzielący się na rewizjonistów (większość) i rewolucjonistów (mniejszość). Gdy narada partii komunistycznych z 1960 roku pokazała, że większość ruchu odrzuca maoizm, 14 czerwca 1963 roku Chińczycy wysłali do Komitetu Centralnego KPZR 25-punktowy list, w którym domagali się zaakceptowania przez partię radziecką postulatów maoistycznych. KC KPZR podjął się prób dyskusji z Chińczykami, lecz zostały one przez stronę chińską odrzucone. Po nieudanych rozmowach, Komitet Centralny KPZR rozesłał listy do organizacji partyjnych KPZR, w których poinformował o tym, że chińscy komuniści mają chęć narzucenia ruchowi komunistycznemu swojego punktu widzenia, który określony został przez KC KPZR jako sekciarski i dogmatyczny.
W 1963 chińska prasa oskarżyła ZSRR o restaurację kapitalizmu, w 1964 ChRL wystąpiła z pretensjami terytorialnymi wobec ZSRR; równocześnie głoszono, że centrum rewolucji światowej przesuwa się do Chin („Wiatr ze wschodu przeważa nad wiatrem z zachodu”).
Konflikt nasilił się w połowie lat 60. XX w., Chiny uznały wówczas dotychczasową pomoc radziecką za zbyt małą, wysunęły także pretensje terytorialne wobec terenów zagarniętych przez carską Rosję w XIX wieku (Kraj Nadmorski, Władywostok). Z państw socjalistycznych po stronie Chin opowiedziały się jedynie Albania i, w latach 70., Demokratyczna Kampucza.
Szczyt rozłamu przypadł na marzec 1969 roku, kiedy doszło do granicznego zatargu na rzece Ussuri. W efekcie Mao dokonał zwrotu w chińskiej polityce zagranicznej i z pomocą tzw. pingpongowej dyplomacji nawiązał stosunki z USA, czego wyrazem była w 1972 roku wizyta Richarda Nixona w Chinach. Rozłam przyczynił się do przewartościowania doktryny politycznej ChRL. O ile wcześniej budowała ona swoją tożsamość w relacji do ZSRR, to po rozłamie i rewolucji kulturalnej zaczęła ją budować w odniesieniu do USA, które wcześniej uznawano za kraj imperialistyczny i głównego wroga Chin. W 1979 roku Chiny potępiły radziecką interwencję w Afganistanie, a rok później zbojkotowały igrzyska olimpijskie w Moskwie.
Rozłam chińsko-radziecki trwał do połowy lat 80. XX w., kiedy to nastąpiła normalizacja stosunków pomiędzy obydwoma państwami. Jej zwieńczeniem były wizyta Gorbaczowa w Chinach w dniach 15-18 maja 1989 roku i podpisanie 16 maja 1991 roku układu moskiewskiego, regulującego spory terytorialne w okolicy Amuru.

## Rozłam a światowy ruch komunistyczny
KPCh krytykowała zarówno ZSRR, jak i USA, określając te państwa jako imperialistyczne supermocarstwa. Według doktryny maoistowskiej państwa bloku wschodniego były zdrajcami rewolucji. W efekcie Chińczycy starali się utworzyć odrębny międzynarodowy ruch robotniczy, a następnie opanować organizacje narodowowyzwoleńcze w państwach w Azji, Afryce i Ameryce Łacińskiej.
Aby to osiągnąć, zintensyfikowano działalność Wydziału Propagandy KPCh, która w 1962 roku zatrudniła 200 działaczy, w tym 100 obcokrajowców. W 1963 roku maoiści prowadzili zintensyfikowaną kampanię w krajach Europy Zachodniej. W 1963 roku założono chińskie pismo „Pekin Review” w wersjach francusko-, niemiecko- i hiszpańskojęzycznej. Radio Pekin dla zagranicy zwiększyło długość programu do 105 godzin tygodniowo (wcześniej raptem 66 godzin programu). Dużą rolę w tworzeniu ruchu mieli chińscy ambasadorzy, którzy kolportowali pisma i nawiązywali współpracę z sympatykami Mao.
W 1967 roku KP Chin poparła 79 organizacji, w 1971 roku grup takich było jedynie 25. Stopniowo KPCh ograniczyło tę politykę, ponownie udzielając poparcia maoistom europejskim, łagodząc rewolucyjną taktykę – liberalizacja kursu została skrytykowana przez część grup maoistowskich. Gdy po śmierci Mao kierownictwo KPCh zrewidowało jego politykę i rozpoczęło otwarcie na Zachód, część zagranicznych maoistów opowiedziała się za maoizmem proalbańskim, czyli hodżyzmem, krytykującym maoistyczną teorię trzech światów i zmiany zachodzące w Chinach.